# Magnum (série télévisée, 2018)
Pour les articles homonymes, voir Magnum.
Pour la série des années 80, voir Magnum (série télévisée).
Magnum
Magnum (Magnum P.I.), série télévisée américaine en 96 épisodes de 45 minutes créée par Peter M. Lenkov et Eric Guggenheim, est diffusée du 24 septembre 2018 au 6 mai 2022 sur le réseau CBS, du 19 février 2023 au 3 janvier 2024 sur le réseau NBC et, en simultané, sur CTV au Canada. Il s'agit d'une reprise ou remake de la série télévisée du même nom, créée par Glen A. Larson et Donald Bellisario et diffusée dans les années 1980.
Cette version 2018 se déroule dans le même univers fictif que deux autres séries, également développées par Peter M. Lenkov, Hawaii 5-0 et MacGyver, elles aussi des reprises de séries policières antérieures. Elles font toutes les trois collectivement partie d'une franchise médiatique nommée « univers de Lenkov » (Lenkov-verse).
Initialement, la série Magnum P.I. était diffusée le lundi soir à 21 h. Mais à partir de la saison 2, elle a été programmée le vendredi soir dans le même créneau horaire, immédiatement suivie de Blue Bloods avec Tom Selleck, l'acteur qui a interprété le personnage principal de la série originale.
La série est diffusée en Belgique à partir du 7 avril 2019 sur RTL-TVI, au Québec à partir du 1er mai 2019 sur Prise 2, en Suisse dès le 20 juin 2019 sur la chaîne nationale RTS Un, en France à partir du 7 janvier 2020 sur TF1 et en Côte d'Ivoire à dater du 15 septembre 2020 sur Life TV.

## Synopsis
Après son retour d'Afghanistan, Thomas Magnum, un officier décoré des Navy SEALs, décide de changer d'activité et d'utiliser ses compétences comme détective privé à Hawaï. Il occupe la maison d'amis d'une immense propriété à Oahu, dans l'archipel d’Hawaï, celle de l'auteur à succès Robin Masters qui l'a entre-temps engagé en tant que consultant en sécurité. Dans la résidence principale, Robin's Nest, loge une britannique, Juliet Higgins, ancienne agente du MI6 et majordome du domaine. Elle a pour compagnie Zeus et Apollon, ses deux loyaux et fidèles dobermanns. Ceux-ci, n'apprécient guère la présence de Magnum sur les lieux, et lui rendent la vie si difficile qu'il les qualifie de chiens de l'enfer. En revanche, Thomas Magnum peut compter sur ses anciens frères d'armes et camarades SEALs, Orville « Rick » Wright et Theodore « T. C. » Calvin, ainsi que sur Teulia Tuileta surnommée Kumu. Cette dernière, hawaïenne de souche et conservatrice culturelle du domaine de Robin Masters, connaît parfaitement Oahu. Elle est d'ailleurs régulièrement consultée par Thomas pour ses connaissances sur l'île.

## Distribution

### Acteurs principaux
- Jay Hernández (VF : Axel Kiener) : Thomas Magnum
- Perdita Weeks (VF : Laura Blanc) : Juliet Higgins
- Zachary Knighton (VF : Yann Peira) : Orville « Rick » Wright
- Stephen Hill (VII) (VF : Frantz Confiac) : Theodore « T. C. » Calvin
- Amy Hill (VF : Marie-Martine) : Teuila « Kumu » Tuileta (à partir de l'épisode 3)
- Tim Kang (VF : Stéphane Pouplard) : lieutenant Gordon Katsumoto (à partir de l'épisode 3)

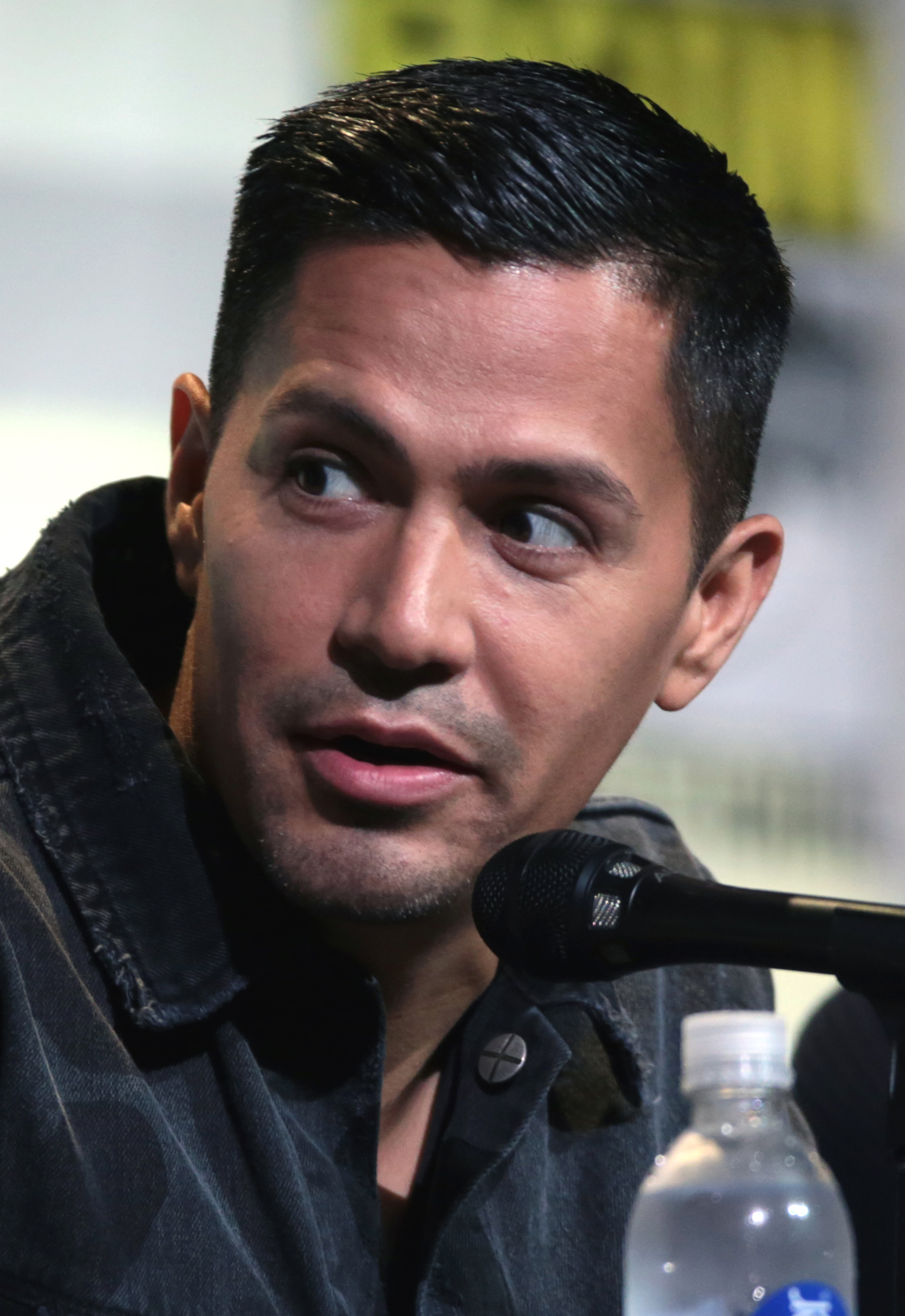
Jay Hernández interprète Thomas Magnum

### Acteurs récurrents
- James Remar (VF : Patrice Baudrier) : le capitaine Buck Greene
- Domenick Lombardozzi (VF : Gilles Morvan) : Sebastian Nuzo
- Corbin Bernsen (VF : Philippe Peythieu) : Francis « Ice Pick » Hofstetler (saisons 1 à 3)
- Ken Jeong (VF : Emmanuel Rausenberger) : Luther H. Gillis (épisodes 3 et 10)
- Christopher Thornton (VF : Boris Rehlinger) : Kenny « Shammy » Shamberg
- Brooke Lyons (VF : Laurence Dourlens) : Abigail « Abby » Miller
- Bobby Lee (VF : Thierry Wermuth) : Jin
- Jay Ali (VF : Olivier Chauvel) : Dr Ethan Shah (saisons 3 et 4)
- Lance Lim (VF : Tom Trouffier) : Dennis Katsumoto
- Chantal Thuy (en) : Lia Kaleo[9] (saison 4)
- Martin Martinez : Cade Jensen[10] (depuis la saison 4)
- Michael Rady : Détective HPD Chris Childs[11] (saison 5)

### Invités

#### Personnages deHawaii 5-0
- Kimee Balmilero (en) (VF : Elsa Bougerie) : Noelani Cunha, la médecin légiste (saisons 1 à 3)
- Taylor Wily (VF : Pascal Vilmen) : Kamekona Tupuola (saisons 1 à 2)
- Dennis Chun (VF : Bertrand Dingé) : Duke Lukela (saisons 1 à 4)
- Shawn Mokuahi Garnett (VF : Jean-Alain Velardo) : Flippa Tupuola (saisons 2 à 3)
- William Forsythe : Harry Brown (saison 2, épisodes 6 et 9)
- Willie Garson (VF : Georges Caudron) : Gerard Hirsch (saison 2, épisode 10)
- Beulah Koale (en) (VF : Eilias Changuel) : Junior Reigns (saison 2, épisode 12)
- Meaghan Rath (VF : Pamela Ravassard) : Tani Rey (saison 2, épisode 12)
- Katrina Law : Quinn Liu (saison 2, épisode 12)
- Ian Anthony Dale (VF : Bruno Choël) : Adam Noshimuri (saison 2, épisode 20)
- Kala Alexander : Kawika (saison 1, épisodes 1 et 15)

#### Acteurs de la série originaleMagnum
- Roger E. Mosley : John Booky (saison 1, épisode 18 ; saison 3, épisode 5)
- Larry Manetti : Nicky « The Kid » DeMarco (saison 2, épisodes 2 et 7 ; saison 5, épisode 13)

#### Autres
- Sung Kang (VF : Damien Ferrette) : Lieutenant Yoshi Tanaka (épisode 1)
- Tiffany Hines (VF : Géraldine Asselin) : Lara Nuzo (épisode 1)
- Cyndi Lauper : Vanessa Nero (épisode 5)
- Carl Weathers (VF : Saïd Amadis) : Dan Sawyer (épisode 3)
- Ben Vereen (VF : Thierry Desroses) : Henry Barr
- Navi Rawat (VF : Julie Dumas) : Isabelle Simpson
- Elisabeth Röhm : Brooke Mason (épisode 5)
- Jamie-Lynn Sigler : Toni
- Halston Sage : Willa Stone (épisode 12)
- Christian Yelich : lui-même
- Jordana Brewster (VF : Laëtitia Lefebvre) : Hannah (épisodes 15 et 20)
- Brian Austin Green (VF : Damien Boisseau) : l'agent spécial Adam Kreshner
- Lee Majors (VF : José Luccioni) : Russell Harlan
- Louis Lombardi : Paulie Nuzo
- Patrick Monahan : lui-même
- Skylar Grey : elle-même
- Peter Facinelli : Gene Curtis
- Aaron Donald : lui-même
- Janel Parrish : Maleah
- Andre Reed : lui-même

## Production

### Genèse et développement
En octobre 2017, il est annoncé que Peter M. Lenkov (en) et Eric Guggenheim (en) vont développer un remake de Magnum pour CBS, détenant désormais les droits de Bellisaruis Production et Universal Television. Peter M. Lenkov a auparavant supervisé d'autres remakes de séries télévisées pour CBS comme Hawaii 5-0 et MacGyver.
En février 2018, il est annoncé que CBS a validé la production d'un épisode pilote écrit par Peter M. Lenkov et Eric Guggenheim et réalisé par Justin Lin,. En mai, CBS commande la série. Peter M. Lenkov, co-créateur et producteur délégué, est aussi annoncé comme directeur de série ou show runner. Le 16 mai 2018, CBS dévoile une première bande-annonce. Le 22 octobre, CBS commande sept épisodes supplémentaires, portant la saison à vingt épisodes.
Le 25 janvier 2019, la série est renouvelée pour une deuxième saison avec Peter M. Lenkov comme producteur exécutif et co-directeur de série, après sa signature d'un contrat de trois ans avec CBS Television Studios en 2018. Et Eric Guggenheim revient en tant que producteur exécutif et co-directeur de série. Il est révélé plus tard que la deuxième saison sera composée de vingt épisodes.
Un épisode crossover avec la série Hawaii 5-0 en deux parties a été diffusé le 3 janvier 2020.
Le 6 mai 2020, la série est renouvelée pour une troisième saison.
Le 7 juillet 2020, il a été révélé que le co-directeur de série, Peter M. Lenkov, producteur exécutif et co-développeur, n'aurait aucune implication dans la troisième saison après avoir été licencié de CBS pour des allégations faisant allusion à un environnement de travail toxique. Il devait à l'origine continuer à travailler sur la série tout au long de la saison dans le cadre de l'accord précédemment signé. Mais Lucas Till, qui incarne Angus MacGyver dans la série MacGyver de 2016, a déclaré qu'il le rendait suicidaire et lui faisait constamment honte. Les avocats de Peter M. Lenkov ont d'abord nié les allégations jusqu'à ce que, confronté à la situation, celui-ci déclare : « Il est difficile d'entendre que l'environnement de travail que j'ai dirigé n'était pas l'environnement de travail que mes collègues méritaient, et pour cela, je suis profondément désolé. J'accepte la responsabilité de ce que j'entends et je m'engage à faire le travail qui est nécessaire pour faire mieux et être meilleur. » Lenkov a encore reçu des crédits d'écriture pour divers épisodes, tout au long de la saison, écrits avant sa résiliation. Gene Hong (en) l'a remplacé en tant que co-directeur de série, rejoignant l'autre co-directeur et producteur, Eric Guggenheim, qui a également co-développé la série.
Le 27 octobre 2020, il a été signifié que la troisième saison aurait un nombre d'épisodes réduit de seize en raison de la pandémie de COVID-19
Le 15 avril 2021, la série est renouvelée pour une quatrième saison.
Le 12 mai 2022, la série est annulée après quatre saisons, en dépit de bons scores d'audiences. L'annulation résulterait d'une mésentente entre la chaîne CBS et les scénaristes à propos des frais de production pour concevoir la saison suivante.
Le 3 juin 2022, Deadline annonce que NBC discute avec la société qui produit la série pour une éventuelle saison 5.
Le 30 juin 2022, Deadline annonce que la série est reprise par NBC pour un total de vingt épisodes répartis sur deux saisons. En cas de succès, elle pourrait être prolongée pour d'autres épisodes.
Le 12 janvier 2023, il est annoncé que les vingt épisodes seraient diffusés sur une seule et même saison.
Le 23 juin 2023, NBC annule la série au cours de la grève de la Writers Guild of America. Les dix derniers épisodes déjà tournés sont diffusés du 4 octobre 2023 au 3 janvier 2024.
Le 3 janvier 2024, les deux derniers épisodes sont diffusés mais Jay Hernández, la star de la série, n'est pas satisfait de la fin et aurait demandé à la chaîne de faire un film autonome, en deux épisodes de 45 minutes, pour une diffusion à la rentrée 2024.

### Distribution des rôles
En février 2018, Jay Hernández est annoncé pour succéder à Tom Selleck dans le rôle Thomas Magnum. En mars 2018, c'est  Perdita Weeks qui est annoncée pour le rôle de Juliet Higgins, et en mai 2018, Zachary Knighton est annoncé pour le rôle de Rick Wright. Stephen Hill incarne quant à lui Theodore « T.C » Calvin, un ami de Magnum.
Tim Kang, Amy Hill sont ajoutés à la distribution principale, tandis que Ken Jeong et Carl Weathers, Corbin Bernsen et Jordana Brewster seront récurrents. Pour le 18e épisode de la première saison et le cinquième de la troisième saison, la production invite Roger E. Mosley, qui interprétait T.C. dans la série originale.
Au début de la deuxième saison, la production invite Larry Manetti, l'interprète d'Orville « Rick » Wright dans la série originale, dans son rôle de Nicky « The Kid » DeMarco tenu dans la série Hawaii 5-0 depuis sa troisième saison, en crossover.
Le 3 octobre 2022, on apprend que Michael Rady, aurait un rôle récurrent pour cette nouvelle saison.

### Tournage
L'épisode pilote réalisé par Jerry Lin ayant été validé au début de l'année, le tournage de la première saison a pu commencer le 23 juillet 2018, après la cérémonie de bénédiction hawaïenne traditionnelle.
L'une des images de marque typique de la série originale était l'utilisation constante des véhicules de Robin Masters par Magnum. Par la suite, le détective a presque exclusivement utilisé sa Ferrari 308 GTS, devenue une icône culturelle inextricablement liée à la série originelle.

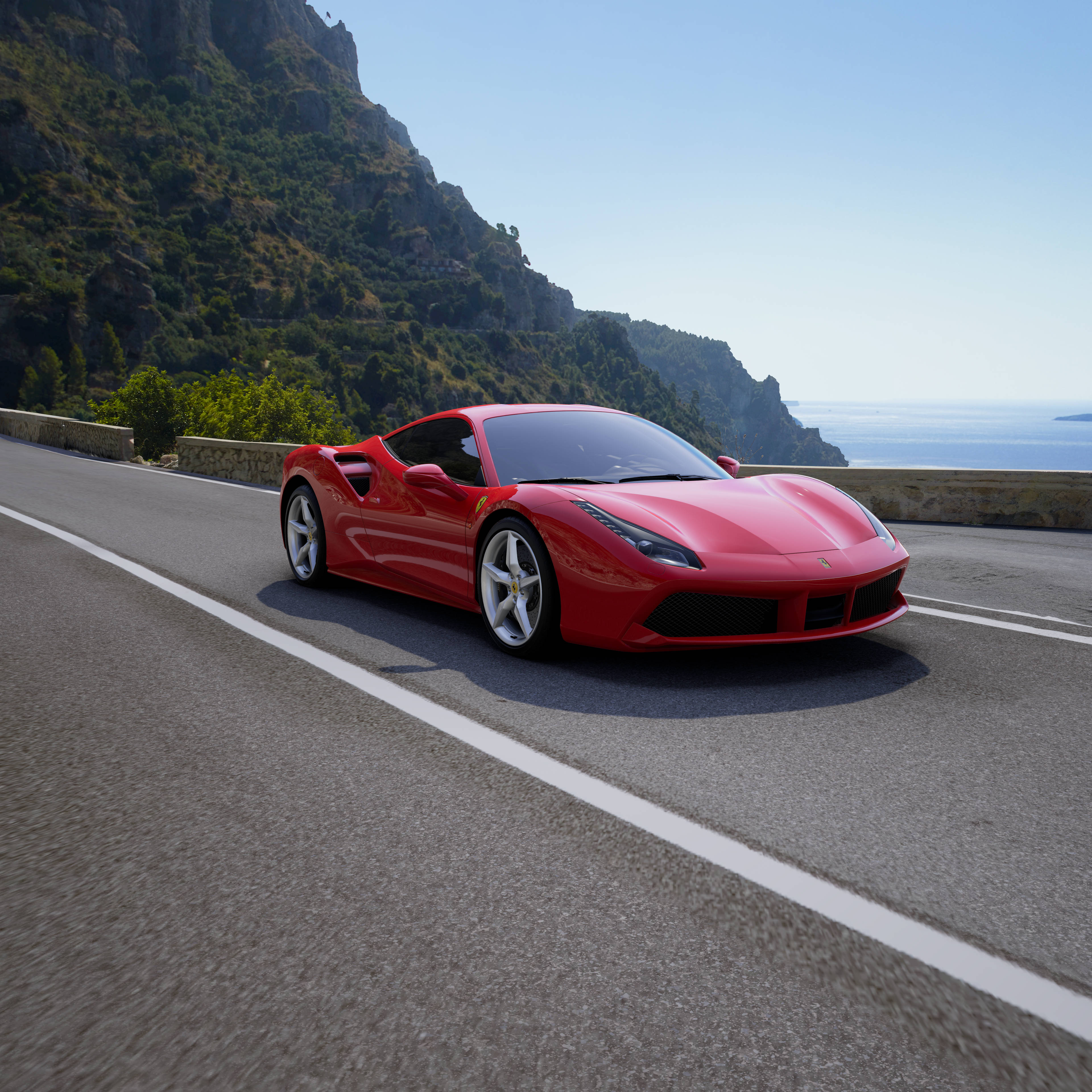
Ferrari 488 est utilisée lors du tournage de la série.

En 2018, l’équipe de production a renouvelé cette icône culturelle en la remplaçant par une Ferrari 488 Spider. Les deux voitures sont des roadsters deux places avec un moteur central arrière V8.
Le 8 juillet 2019, après la traditionnelle cérémonie de bénédiction hawaïenne, le tournage de la deuxième saison a débuté. À noter que le restaurant La Mariana, nouveau lieu de tournage en cette deuxième saison, est un bar Tiki en activité à Hawaï.
Le 1er juillet 2020, il a été révélé que la date envisagée pour commencer le tournage de la saison trois était reportée à la mi-août, et ce en raison de la pandémie de COVID-19. Le 14 septembre 2020 a ensuite été indiqué comme date de début provisoire. Le tournage de cette troisième saison a commencé deux jours plus tard, le 16 septembre 2020, avec la bénédiction traditionnelle hawaïenne. Des protocoles COVID-19 ont été requis sur le plateau, dont le port de masques, la distanciation sociale, les tests de dépistage, ainsi qu'un nombre restreint d'acteurs et de membres de l'équipe sur le plateau.

### Fiche technique
Sauf indication contraire, les informations mentionnées dans cette section peuvent être confirmées par la base de données cinématographiques IMDb,  présente dans la section « Liens externes ».
- Titre original : Magnum P.I.
- Titre français : Magnum
- Réalisation de l'épisode pilote : Justin Lin
- Création : Peter M. Lenkov et Eric Guggenheim, d'après Magnum créée par Glen A. Larson et Donald Bellisario
- Musique : Keith Power et Brian Tyler
- Décors : Paul Eads et Keith Neely
- Costumes : Cory Ching, Laura Goldsmith et Kelli Jones
- Photographie : Krishna Rao, Rodney Charters et Stephen F. Windon
- Montage : Micky Blythe, Leigh Folsom Boyd, Doug Hannah, Dylan Highsmith et Eric Seaburn
- Production : Ronald Chong, Scarlett Lacey et Craig Cannold
- Production associée : Zoe Alexandra
- Coproduction : Ted Babcock, Mark S. Glick et Larry Goldstein
- Production exécutive : John Davis, John Fox, Eric Guggenheim, Peter M. Lenkov, Justin Lin et Danielle Woodrow
- Sociétés de production : Universal Television Group, Davis Entertainment et CBS Television Studios
- Société de distribution : CBS
- Pays de production :  États-Unis
- Langue originale : anglais
- Format : couleur
- Genre : policier
- Durée : 45 minutes
- Dates de diffusion :
  - États-Unis : 24 septembre 2018 sur CBS
  - Belgique : 7 avril 2019 sur RTL-TVI
  - Québec : 1er mai 2019 sur Prise 2
  - Suisse romande : 20 juin 2019 sur RTS Un
  - France : 7 janvier 2020 sur TF1
- Classification : Tout Public ou Déconseillé aux moins de 10 ans

## Épisodes

### Première saison (2018-2019)
Note : Le cas échéant, le deuxième titre est celui du Québec et de TF1 et le premier celui de RTS Un.
1. Thomas Magnum, enquêteur privé (I Saw the Sun Rise)
2. Noyer le poisson (From the Head Down)
3. Une mystérieuse fiancée (The Woman Who Never Died)
4. Tableaux de maître et coups montés (Six Paintings, One Frame)
5. Mauvaise passe (Sudden Death)
6. Revenue d'entre les morts (Death is Only Temporary)
7. Chat perché (The Cat Who Cried Wolf)
8. Sauvetage d'urgence (Die He Said)
9. Un enlèvement peut en cacher un autre (The Ties That Bind)
10. Mauvais joueur (Bad Day to Be a Hero)
11. Ruse Russe (Nowhere to Hide)
12. Pour une poignée de Dollars (Winner Takes All)
13. Vipère au poing (Day of the Viper)
14. À titre posthume / Je soussigné mort et enterré (I, The Deceased)
15. Le Retour de mon ex (Day the Past Came Back)
16. Pro Bono (Murder is Never Quiet)
17. Site de mauvaises rencontres (Black is the Widow)
18. La Mort d'un mentor (A Kiss Before Dying)
19. Piège en haute mer (Blood in the Water)
20. Enterrer la hache de guerre (The Day It All Came Together)

### Deuxième saison (2019-2020)
Elle est diffusée en deux parties, la première à partir du 27 septembre 2019 ; la deuxième dès le 10 avril 2020.
1. Braqueurs de cœur (Payback is for Beginners)
2. Un honnête voleur (Honor Among Thieves)
3. Oiseau de mauvais augure (Knight Lasts Forever)
4. Le Bon, la brute et le ripou (Dead Inside)
5. Les Démons de minuit (Make it 'Til Dawn)
6. Sans talent, ni honneur  (Lie, Cheat, Steal, Kill)
7. Amours clandestines (The Man in the Secret Room)
8. Vol de nuit (He Came by Night)
9. On n'échappe pas au destin (A Bullet Named Fate)
10. Une grande famille (Blood Brothers)
11. Le Jour où j'ai rencontré le diable (Day I Met the Devil)
12. Décisions de crise (Desperate Measures) (conclusion du crossover débuté dans Hawaii 5-0, saison 10, épisode 12)
13. Meurtre entre collègues (Mondays Are for Murder)
14. Le Jeu du chat et de la souris (A Game of Cat and Mouse)
15. Présumé coupable (Say Hello to Your Past)
16. Sous le signe de l'amour (Farewell to Love)
17. Après la mort (The Night Has Eyes)
18. L'Enfer est pavé de bonnes intentions (A World of Trouble)
19. La Course au divorce (May the Best One Win)
20. À l'affût (A Leopard on the Prowl)

### Troisième saison (2020-2021)
Cette saison de seize épisodes est diffusée à partir du 4 décembre 2020. Elle se déroule dans un monde post-pandémie de Covid-19 aux États-Unis. Dans la liste ci-dessous, le premier titre est celui donné en Suisse et le deuxième est celui de TF1.
1. Nouvelle donne / Les Clés du paradis (Double Jeopardy)
2. Argent facile / Décollage immédiat (Easy Money)
3. Sans issue / Au cœur de l'action (No Way Out)
4. Corps à corps (First the Beatdown, Then the Blowback)
5. Pris au piège / Avis de tempête (The Day Danger Walked In)
6. N'en parlez à personne / La Rançon du succès (Tell No One)
7. Mon voisin le tueur (Killer on the Midnight Watch)
8. Quelqu'un pour veiller sur moi / Blessures du passé (Someone to Watch Over Me)
9. Retour de bâton (The Big Payback)
10. Retour au pays / Un week-end romantique (The Long Way Home)
11. Toute vérité n'est pas bonne à dire / Jardins secrets (The Lies We Tell)
12. Greffe forcée / Nom d'un chien ! (Dark Harvest)
13. Les Apprentis parents (Cry Murder)
14. Voyance et prémonition / Boule de cristal (Whispers of Death)
15. Avant la chute / Randonnée mortelle (Before the Fall)
16. Les Liens du sang / Retour à l'envoyeur (Bloodline)

### Quatrième saison (2021-2022)
Cette saison de vingt épisodes est diffusée du 1er octobre 2021 au 6 mai 2022 sur le réseau CBS. Dans la liste ci-dessous, le premier titre est celui donné en Suisse et le deuxième titre est celui de TF1.
1. Magnum en solo (Island Vibes)
2. Le Baptême du feu (The Harder they Fall)
3. Infiltrés (Texas Wedge)
4. Ceux que nous perdons en route (Those We Leave Behind)
5. Jusqu'à ce que la mort nous sépare (Til Death)
6. Le Diable sur le pas de la porte / L'informatrice (Devil on the Doorstep)
7. Des liens plus forts que tout (A New Lease on Death)
8. La Traque (A Fire in the Ashes)
9. Cyberattaque (Better Watch Out)
10. Drôle de rêve (Dream Lover)
11. Un après-midi de chien (If I Should Die Before I Wake)
12. Méfiez-vous des apparences (Angels Sometimes Kill)
13. Ne me jugez pas (Judge Me Not)
14. Né sous une mauvaise étoile (Run, Baby, Run)
15. Poison mortel (Dead Man Walking)
16. Se méfier de l'eau qui dort (Evil Walks Softly )
17. Ne m'oublie pas (Remember Me Tomorrow)
18. L'union fait la force (Shallow Grave, Deep Water)
19. Amnésie (The Long Sleep)
20. Ce qui compte vraiment (Close to Home)

### Cinquième saison (2023-2024)
Le 30 juin 2022, il est annoncé que la NBC a renouvelé la série pour deux saisons composées chacune de dix épisodes, ajustée quelques mois plus tard à une saison en deux parties. Le 7 novembre 2022, il est annoncé que la diffusion de la série est prévue à partir du 19 février 2023, le dimanche soir. La deuxième partie est diffusée à partir du 4 octobre 2023.
Première partie
1. La Passagère (The Passenger)
2. La Déferlante (The Breaking Point)
3. Mourir sur scène (Number one with a Bullet)
4. Portée disparue (NSFW)
5. Du paradis à l'enfer (Welcome to Paradise, Now Die!)
6. Copie conforme (Dead Ringer)
7. Héritage (Birthright)
8. Un ciel obscur (Dark Skies)
9. Sous emprise (Out of Sight, Out of Mind)
10. Charlie Foxtrot (Charlie Foxtrot)

Deuxième partie
1. Mise à prix (Hit and Run)
2. Renouer des liens (Three Bridges)
3. Un chef sur le gril (Appetite for Danger)
4. De retour aux affaires (Night Has a Thousand Eyes)
5. Dans la vraie vie (The Retrieval)
6. Disparition étrange (Run with the Devil)
7. Le poids de la conscience (Consciousness of Guilt)
8. Les joies du camping (Extracurricular Activities)
9. Guérir (Ashes to Ashes)
10. Un jour viendra (The Big Squeeze)

## DVD
- États-Unis
  - L'intégrale de la saison 1 est sortie le 27 mars 2020 (ASIN B084B7LT2Z)
  - L'intégrale de la saison 2 est sortie le 1er septembre 2020 (ASIN B086MM2JMZ)
  - L'intégrale de la saison 3 est sortie le 14 septembre 2021 (ASIN B096LS196V)
  - L'intégrale de la saison 4 est sortie le 13 septembre 2022 (ASIN B09YNB55CY)
  - L'intégrale de la saison 5 est sortie le 30 janvier 2024 (ASIN B0CW3G7JH5)
  - Le coffret des saisons 1 à 5 est sorti le 30 janvier 2024 (ASIN B0CW3QLJ12)
- France :
  - L'intégrale de la saison 1 est sortie le 27 juillet 2022 (ASIN B09YJRN44R)

## Accueil

### Réception Critique
Cette nouvelle version de Magnum est accueillie par des critiques mitigées de la presse. Sur l'agrégateur américain Rotten Tomatoes, la série affiche un taux d'approbation de 57 % avec une note moyenne de 6.35 / 10, Le consensus des critiques déclare : « Magnum a redémarré et n'est peut-être pas assez distinctif pour résister aux comparaisons avec son matériel source, mais une star charismatique, une action habilement mise en scène et une poignée de rebondissements modernes suggèrent un plus grand potentiel. ». Metacritic, qui utilise une moyenne pondérée, attribue à la série un score de 48 sur 100 sur la base de 19 critiques, indiquant « des critiques mitigées ou moyennes ».
Avant la diffusion des premiers épisodes, Digital Spy a déclaré que le redémarrage de Magnum était une « idée terrible ». L'annonce originale a reçu une réponse principalement négative des fans du premier Magnum, et des critiques mitigées après la première de la série.
En comparant la saison à la série originale, USA Today a déclaré : « Magnum n'est pas le même, mais pour le meilleur ou pour le pire, il n'est pas si différent non plus. » Deadline Hollywood a qualifié la scène d'ouverture de l'épisode pilote d'incroyable et a dit plus tard : « cette nouvelle version de Magnum n'est pas seulement une cascade pour nourrir une soif de nostalgie. C'est une série d'action amusante qui fournira une télévision divertissante qui a l'esprit du classique mais avec du moderne. »[Quoi ?]

### Audiences

#### États-Unis
| Saison | Nombre d'épisodes | Jour et heure de diffusion | Diffusion originale CBS (saisons 1 à 4) puis NBC (saison 5) | Diffusion originale CBS (saisons 1 à 4) puis NBC (saison 5) | Année     | Audience moyenne (en millions) | Audience moyenne (en millions) | Audience moyenne (en millions) | Audience moyenne (en millions) |
| Saison | Nombre d'épisodes | Jour et heure de diffusion | Début de saison                                             | Fin de saison                                               | Année     | Rang                           | Première                       | Finale                         | Moyenne à J+7                  |
| ------ | ----------------- | -------------------------- | ----------------------------------------------------------- | ----------------------------------------------------------- | --------- | ------------------------------ | ------------------------------ | ------------------------------ | ------------------------------ |
| 1      | 20                | Lundi à 21 h               | 24 septembre 2018                                           | 1er avril 2019                                              | 2018-2019 | 37                             | 8.12                           | 5.54                           | 8.36                           |
| 2      | 20                | Vendredi à 21 h            | 27 septembre 2019                                           | 8 mai 2020                                                  | 2019-2020 | 26                             | 6.40                           | 6.09                           | 8.91                           |
| 3      | 16                | Vendredi à 21 h            | 4 décembre 2020                                             | 7 mai 2021                                                  | 2020-2021 | 24                             | 5.50                           | 5.00                           | 7.48                           |
| 4      | 20                | Vendredi à 21 h            | 1er octobre 2021                                            | 6 mai 2022                                                  | 2021-2022 | 24                             | 5.23                           | 5.06                           | 7.34                           |
| 5      | 10 (Partie 1)     | Dimanche à 21 h            | 19 février 2023                                             | 23 avril 2023                                               | 2022-2023 | 45                             | 3.87                           | 3.12                           | 5.01                           |
| 5      | 10 (Partie 2)     | Mercredi à 21 h            | 4 octobre 2023                                              | 3 janvier 2024                                              | 2023-2024 | 43                             | 3.57                           | 3.48                           | 4.88                           |

- L'épisode pilote a été regardé par 8,12 millions de téléspectateurs[65].
- L'épisode le plus regardé, est le douzième épisode de la première saison, diffusé après un match de football américain de qualification, avec 8,76 millions de téléspectateurs[66].
- L'épisode le moins regardé est le septième épisode de la cinquième saison avec 2,73 millions de téléspectateurs[67].

#### France
Le premier épisode, diffusé jusqu'à 22 h le mardi soir, a été suivi par 4,6 millions de curieux (19,9 % de PDA), ce qui permet à la chaîne TF1 d'être leader sur cette tranche horaire. Mais le deuxième épisode, de 22 h à 22 h 50, a eu une audience réduite de 804 000 téléspectateurs.
En moyenne, ce sont donc 4,2 millions de téléspectateurs, selon Médiamétrie, qui ont suivi les deux premiers épisodes de la nouvelle version de la série culte jusqu'à 22 h 50 (soit 19,1 % du public présent devant la télévision).
Mais, ensuite, le taux d'audience de la série chute; cela est dû principalement à la concurrence rude des programmes présentés par les autres chaînes (surtout Capitaine Marleau sur France 3, dans le même créneau horaire),.

## Distinctions

### Récompenses
- Imagen Awards 2019 : Best Primetime Program - Drama pour Magnum PI

### Nominations
- Imagen Awards 2019 : Best Actor – Television pour Jay Hernandez

## Différences avec la série des années 1980
Au delà des inévitables différences technologiques, plusieurs différences importantes avec la série diffusée dans les années 1980 sont notables.
Le personnage de Jonathan Quayle Higgins III est remplacé par celui d'une femme, Juliet Higgins. Alors que Jonathan Higgins est l'archétype du représentant de la gentry britannique, dont il maîtrise tous les codes, Juliet Higgins est une femme moderne de la fin des années 2010. Seuls la nationalité britannique et un caractère opposé à celui du personnage principal sont leurs points communs.
En ce qui concerne Thomas Magnum, le protagoniste, c'est un membre plus ou moins assumé de la communauté des Latinos, tandis que le Thomas Sullivan Magnum IV de la série initiale ne se revendiquait d'aucune communauté particulière, même si son deuxième prénom, Sullivan, semble le rattacher à une origine anglo-celte. De plus, le nouveau Magnum arbore un bouc alors que le détective initial portait la moustache .
Enfin, la série de 2018 voit l'arrivée d'un personnage récurrent, Teuila « Kumu » Tuileta que l'on ne trouve pas dans la série des années 1980. Bien que l'actrice ne soit pas hawaïenne, le personnage qu'elle interprète l'est et semble faire la jonction avec la culture hawaïenne qui était relativement mise au second plan dans la série originelle.
On note également la disparition de toute une série de personnages récurrents de la série des années 1980 dont Agatha Chumley et l'apparition d'autres absents de la série originale.
Apparaissant avec une végétation luxuriante dans la série des années 1980, Hawaï a changé et apparaît comme extrêmement urbanisée dans la série tournée quarante ans plus tard.